# Leszczak biały
Leszczak biały, leszczak, leszcz amurski biały, leszcz amurski, leszcz biały (Parabramis pekinensis) – gatunek słodkowodnej ryby z rodziny karpiowatych (Cyprinidae). Jedyny przedstawiciel rodzaju Parabramis.

## Występowanie
Chiny, na wyspach Tajwan i Hajnan oraz w dorzeczu rzeki Amur od miasta Błagowieszczeńsk w Rosji. 

## Charakterystyka
Z wyglądu i budowy ciała jest podobny do leszcza. Ciało wysokie i bocznie spłaszczone, płetwa grzbietowa zaopatrzona jest w kolec, po stronie brzusznej ciała od płetw piersiowych aż po otwór odbytowy widoczna jest krawędź  zwana kilem.
Dorasta do 55 cm długości i 4 kg masy ciała.

## Rozmnażanie
Składana ikra jest typu pelagicznego, jest lżejsza od wody i w strefie pelagialnej rozwija się. Początkowo narybek odżywia się planktonem, z wiekiem  przechodzi na pokarm roślinny i denny bentos.

## Znaczenie gospodarcze
Wartość smakowa mięsa jest duża, wadą jest duża ościstość ciała.